# Melisomimas
Melisomimas is een geslacht van vlinders uit de familie van de Metarbelidae. De wetenschappelijke naam van dit geslacht is voor het eerst gepubliceerd in 1907 door Heinrich Ernst Karl Jordan.
Dit geslacht is monotypisch, dat wil zeggen dat het maar één soort heeft namelijk Melisomimas metallica Hampson, 1914 uit West-Afrika.